# هارلینگرود
هارلینگرود (به آلمانی: Harlingerode) یک منطقهٔ مسکونی در آلمان است که در باد هارتسبورگ واقع شده‌است. هارلینگرود ۳٬۰۸۵ نفر جمعیت دارد.